# Muhammad ibn Zajid Al Nahajjan

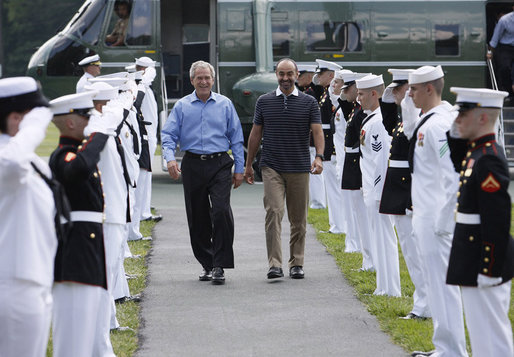
Muhammad ibn Zajid Al Nahajjan z prezydentem George’em W. Bushem w bazie Camp David, czerwiec 2008.

Muhammad ibn Zajid Al Nahajjan (arab. ‏محمد بن زايد آل نهيان‎, ur. 11 marca 1961 w Al-Ajn) – emiracki polityk, prezydent Zjednoczonych Emiratów Arabskich od 2022.

## Życiorys
Muhammad ibn Zajid Al Nahajjan jest synem Zajida ibn Sultana Al Nahajjana, pierwszego prezydenta Zjednoczonych Emiratów Arabskich i bratem drugiego prezydenta Chalify ibn Zajida Al Nahajjana. Kształcił się w ZEA oraz w Wielkiej Brytanii. W 1979 ukończył Royal Military Academy Sandhurst.
Po zakończeniu studiów oraz licznych szkoleń wojskowych, rozpoczął karierę w armii. Był dowódcą Sił Powietrznych ZEA oraz Sił Obrony, a następnie zastępcą szefa sztabu sił zbrojnych. W styczniu 1993 objął funkcję szefa sztabu sił zbrojnych. Od 1994 do stycznia 2005 posiadał stopień generała porucznika, awansując po tej dacie do stopnia generała.
W listopadzie 2003 Muhammad ibn Zajid Al Nahajjan został mianowany zastępcą następcy tronu emiratu Abu Zabi. W styczniu 2004 został mianowany wiceprzewodniczącym Rady Wykonawczej (rządu) emiratu Abu Zabi.
W listopadzie 2004 objął funkcję następcy tronu emiratu Abu Zabi, po tym jak tron objął jego starszy brat Chalifa ibn Zajid Al Nahajjan. W grudniu 2004 został przewodniczącym Rady Wykonawczej emiratu Abu Zabi. W styczniu 2005 objął stanowisko zastępcy Najwyższego Dowódcy Sił Zbrojnych ZEA.
Muhammad ibn Zajid Al Nahajjan pełnił również funkcję doradcy emira Abu Zabi ds. bezpieczeństwa. Wchodzi w skład Najwyższej Rady Naftowej, która sprawuje jurysdykcję nad całym sektorem naftowym ZEA. Stał na czele Mubadala Development Company, najważniejszej państwowej spółki inwestycyjnej, Rady Edukacji Abu Zabi, zajmującej się sprawami edukacji i rozwoju zawodowego oraz Rady Abu Zabi ds. Rozwoju Gospodarczego.
Po śmierci brata 13 maja 2022 został kolejnym emirem Abu Zabi, a dzień później objął funkcję prezydenta Zjednoczonych Emiratów Arabskich.

## Odznaczenia
- Oficer Orderu Tronu (Maroko, 1986)[6]
- Wielki Oficer Legii Honorowej (Francja, 2002)[6]
- Order Zasługi Republiki Federalnej Niemiec (2008)[6]
- Order Zasługi Cywilnej - Hiszpania (2008)[6]
- Order św. Michała i św. Jerzego (Wielka Brytania, 2010)[7]
- Order Narodowy Zasługi (Francja, 2013)[6]
- Order Wolności (Kosowo, 2014)[8]
- Order Czarnogórskiej Wielkiej Gwiazdy (Czarnogóra, 2017)[9]
- Wielki Łańcuch Orderu Krzyża Południa (Brazylia, 2021)[10]
- Order Mubaraka Wielkiego (Kuwejt, 2024)[11]